# Franc Močnik
Franc Močnik (1. října 1814, Cerkno, Slovinsko – 30. listopadu 1892, Štýrský Hradec, Rakousko), byl slovinský matematik, který se proslavil zejména jako autor mnoha učebnic používaných napříč celou Rakousko-uherskou monarchií. I jeho jméno tak doznalo řady překladů, bývá uváděný např. jako František Močnik (na česky psaných učebnicích), Franz Močnik (na německých), Ferencz Močnik (na maďarských); v německojazyčném prostoru bývá uváděn se šlechtickým titulem Franz von Močnik případně s čestnou hodností rytíře František rytíř Močnik, Franz Ritter von Močnik atp.

## Život
Franc Močnik studoval na gymnáziu a lyceu v Lublani (1824–1832), poté teologii v Gorici. V roce 1836 byl vysvěcen na kněze. Následujících deset let se ve Štýrském Hradci věnoval studiu matematiky, které završil v roce 1840 získáním titulu doktora filozofie. V roce 1846 byl jmenován profesorem elementární matematiky na technické akademii ve Lvově. Ve Lvově zůstal tři roky a pak od roku 1849 přešel na univerzitu do Olomouce, kde byl ustanoven profesorem matematiky. V roce 1850 byl jmenován školním radou a inspektorem škol reálných a obecných ve Slovinsku.

## Dílo
Franc Močnik je autorem velkého množství matematických učebnic, které byly přeloženy do mnoha jazyků a sloužily ve všech zemích Rakousko-uherské monarchie. Učebnice vynikaly velkou srozumitelností i logickým uspořádáním.
Výběr
- Theorie der numerischen Gleichungen (1839)
- Lehrbuch der Arithmetik für Untergymnasien
- Geometrische Anschauungslehre für Untergymnasien
- Lehrbuch der Arithmetik und Algebra für die Obergymnasien
- Methodik des Kopfrechnens
- Methodik des Zifferrechnens
- Uebungsbuch beim Rechnungsunterrichte
- Anleitung zum Rechnen für die I. und II. Klasse der Unter-Realschulen
- Angewandte Arithmetik für die Unter-Realschulen
- Lehrbuch der Geometrie für die Unterrealschulen